# Giancarlo Bozzo
Giancarlo Bozzo (Camogli, 7 agosto 1953) è un autore televisivo italiano, che insieme a  Gino e Michele e Marco Posani ha ideato il programma televisivo Zelig.

## Biografia
Nel 1968 si trasferisce a Milano e nel 1992 cura la regia teatrale di Ritorno al gerundio e Aria di tempesta, spettacoli che vedono la partecipazione di Aldo, Giovanni e Giacomo.
Collabora come volontario con Radio Popolare, conducendo inizialmente una trasmissione sportiva e successivamente un programma dedicato ai viaggi. Durante questa esperienza organizza tornei di calcio ed eventi, tra cui, nel 1978, una manifestazione presso il campo Giuriati, che registra circa 5.000 presenze, insieme a Gino e Michele.
Nel 1982, in collaborazione con Radio Popolare, Sauro Pari, Gino e Michele e l'Anteo di Lionello Cerri, contribuisce all'organizzazione di Milano è mondiale, la prima trasmissione su schermo gigante in Italia dei Mondiali di calcio di Spagna, vinti dall'Italia.
Nel 1984 apre L'ultimo metrò, una birreria che diventa un punto di riferimento per la raccolta delle lettere inviate a Nino Frassica nel programma Quelli della Notte di Renzo Arbore..
Nel 1986, con il supporto della cooperativa Il Mandorlo e la collaborazione di Gino e Michele, partecipa alla fondazione di Zelig, inaugurato il 12 maggio 1986. Il locale diventa un centro rilevante per la comicità italiana e successivamente assume un ruolo di rilievo anche in ambito televisivo.
Opera nel settore della comicità, sviluppando progetti sia a livello locale che per i media nazionali. Collabora inoltre alla scrittura di testi per spettacoli interpretati da altri comici, tra cui I corti di Aldo, Giovanni e Giacomo.

## Televisione
Nel 1995 è curatore del cast della prima edizione della trasmissione Seven Show.
Nel 1996 è collaboratore di Gino e Michele e presentatore della trasmissione Dieci anni di risate, buon compleanno Zelig, trasmessa da Italia Uno. L'anno seguente, per la stessa rete, è autore responsabile con Marco Posani di Facciamo Cabaret.
Dal 1998 è autore responsabile, con Gino e Michele, di tutte le edizioni di Zelig, Zelig Off e Zelig Uno su Canale 5 e Italia Uno.
Nel 2005 è coautore di Ma chi ce lo doveva dire, con Ficarra e Picone.
Nel 2009 è autore responsabile, con Gino e Michele, di diversi speciali con Enrico Brignano, Checco Zalone e Ale e Franz.
È stato inoltre capo-progetto e coordinatore artistico della serie tv Belli Dentro (stagioni dal 2005 al 2012), sit-com in 70 puntate con Geppi Cucciari, Alessandra Jerse, Brunella Andreoli, Stefano Chiodaroli, Leonardo Manera, Claudio Batta, Marco Della Noce, Gianni Palladino, Alessandro Fullin, Pia Engleberth, Maria Rossi, Tony Rucco, Claudio Bisio, Ale e Franz e altri; capo-progetto e coordinatore artistico della trasmissione Buona La Prima (stagioni 2007, 2008, 2009 e 2017) con Ale e Franz, Alessandro Betti, Katia Follesa e altri; capo-progetto e coordinatore artistico di Ale e Franz Show (2001) con Ale e Franz, Alessandro Betti, Katia Follesa, Miriam Leone e altri.
Inoltre, è stato curatore e creatore di molteplici progetti relativi a spettacoli e format quali Nuovo Cinema Paradosso (Ale e Franz, Leonardo Manera, Pali e Dispari, Flavio Oreglio, Silvana Fallisi); C.U.L.T. (Comici Uniti Liberi e Trasgressivi), laboratorio di satira politica, nel quale nasce il fan di Berlusconi interpretato da Antonio Cornacchione; Natural Born Comedians, spettacolo di giovani comici in crescita; 8 Mile, gara tra giovani comici; Oggi le Comiche, laboratorio comico al femminile. Ha ideato il progetto Laboratori sul territorio (Lab on the Road) che ha determinato, soprattutto per il programma Zelig, la scoperta di innumerevoli talenti comici; ed è stato direttore del canale del digitale terrestre Zelig Tv.
1996 - Buon compleanno Zelig - 10 anni di risate
1998-1999 - Comici con Serena Dandini
1997-2016 - Zelig
2005 - Ma chi ce lo doveva dire?!, con Ficarra e Picone
2005-2012 - Belli Dentro ( sit com con Geppi Cucciari, Leonardo Manera etc) 
2007-2017 - Buona La Prima (format di improvvisazione con Ale e Franz, Alessandro Betti, Katia Follesa, etc)
2009 - Ale e Franz Show, con Ale e Franz, due puntate registrate al Teatro Strehler di Milano e andate in onda il 24 settembre 2009 e il 4 ottobre 2009.
2009 - Checco Zalone Show, con Checco Zalone, registrato al Teatro Ariston di Sanremo il 24 e 25 settembre 2009 e andato in onda l'11 ottobre 2009 in prima serata su Canale 5.
2009 - Brignano con la O... Punto e basta, con Enrico Brignano, registrato al Teatro Allianz di Assago 
2011 - Ale e Franz Show ( programma di sketch)
2019/2020 - Improvviserai (con Ale e Franz, Alessandro Betti, Maria Di Biase, Gigi e Ross etc)
2017/2018/2019/2020 ( programmi andati in onda su Zelig Tv) 
Fun Cool Music Award - ( con Marco Maccarini, Roy Paci, Cesareo, Paola Maugeri)
Italian Stand Up - ( con molti standup italiani)
Poetry Slam - ( con Paolo Agrati, Ciccio Rigoli, Davide Passoni e molti slammers italiani)
Stars - ( Giancarlo Bozzo intervista i più grandi comici italiani, da Teresa Mannino ad Ale e Franz, da Giuseppe Giacobazzi a Mr Forest, per un totale di 26 interviste con ospiti a sorpresa ed esibizioni)
Zelig Time - ( molti comici a riportare la trasmissione più famosa di Italia sul palco di Zelig
2020 Zelig C-Lab - ( ancora il format più classico di Zelig ) COMEDY CENTRAL

## Regie teatrali
- Ritorno al Gerundio, con Aldo, Giovanni e Giacomo, Antonio Cornacchione, Flavio Oreglio e Marina Massironi,
- Aria di tempesta, con Aldo, Giovanni e Giacomo e Marina Massironi
- The day after, con Enrico Bertolino e Marco Della Noce.
- Uno, Due, Tre… Stella, con i Fichi D’India;
- Cos’ha Copperfield che io non ho?, con il Mago Forest
- Informashow, con Beppe Braida
- Il momento è catartico, con Flavio Oreglio
- Abbracciati da sola che c'ho d'andar via, con Paolo Migone, Diego Parassole e Leonardo Manera
- In giappone sono alto, con Gabriele Cirilli
- Il Riso è Manifesto: Serata di Cabaret Difficilissimo, con Alessandro Fullin, Antonello Taurino, Emanuela Grimalda e Pia Engleberth
- Dix play con Gioele Dix

## Premi principali
1987 - Telegatto per Drive In
1988 - Telegatto per Drive In
1989 - Telegatto per Va' pensiero
1990 - Telegatto per Emilio, premio speciale della critica
2003 - Telegatto per Zelig Circus
2004 - Telegatto per Zelig Circus
2008 - Telegatto di Platino per l'Eccellenza per Zelig
1999 - Gran Premio Regia Televisiva (Rai) per Comici
2003 - Gran Premio Regia Televisiva (Rai) per Zelig Circus
2005 - Gran Premio Regia Televisiva (Rai) per Zelig Circus
2006 - Oscar Tv Premio Regia Televisiva per Zelig Circus
2009 - Oscar Tv Premio Regia Televisiva per Zelig
2010 - Oscar Tv Premio Regia Televisiva per Zelig
2011 - Oscar Tv Premio Regia Televisiva per Zelig
2012 - Oscar Tv Premio Regia Televisiva per Zelig